# Bholar Dabri
Bholar Dabri is een census town in het district Alipurduar van de Indiase staat West-Bengalen.

## Demografie
Volgens de Indiase volkstelling van 2001 wonen er 10.010 mensen in Bholar Dabri, waarvan 52% mannelijk en 48% vrouwelijk is. De plaats heeft een alfabetiseringsgraad van 79%.